# Kulynigol
Il Kulynigol (in russo Кулынигол?) è un fiume della Russia siberiana, affluente di destra del fiume Vach. Scorre nel bassopiano della Siberia occidentale, all'interno del Nižnevartovskij rajon del Circondario autonomo degli Chanty-Mansi-Jugra.

## Descrizione
Il fiume ha origine nella parte orientale degli Uvali siberiani, scorre in un canale tortuoso con direzione sud-ovest e incontra il Vach a 496 km dalla sua foce. La lunghezza del Kulynigol è di 367 km. L'area del suo bacino è di 7 390 km².
Suoi principali affluenti (da destra): Okkyn"ëgan (Оккынъёган) e Lokontoëgan (Локонтоёган). Ci sono molti laghi e paludi nel bacino del fiume che è gelato da ottobre a maggio.